# Tachaea picta
Tachaea picta är en kräftdjursart som först beskrevs av Riek 1967.  Tachaea picta ingår i släktet Tachaea och familjen Corallanidae. Inga underarter finns listade i Catalogue of Life.